# Lars Hedfors
Lars Rune Hedfors, född 19 mars 1936 i Rya församling i Kristianstads län, är en svensk politiker (socialdemokraterna).
Hedfors var riksdagsledamot 1979–1998, invald i Kronobergs läns valkrets. Hedfors var sysselsatt med skattefrågor under större delen av sin politiska karriär och var ledamot av skatteutskottet 1983–1998. Han var utskottets ordförande 1988–1991 och 1994–1998 samt dess vice ordförande 1991–1994. Han har även varit suppleant i lagutskottet och trafikutskottet samt ledamot i Krigsdelegationen.